# Philautus pardus
Philautus pardus är en groddjursart som beskrevs av Meegaskumbura, Manamendra-Arachchi, Schneider och Rohan Pethiyagoda 2007. Philautus pardus ingår i släktet Philautus och familjen trädgrodor. Inga underarter finns listade i Catalogue of Life.